# 야나이하라 다다오
야나이하라 다다오(矢内原忠雄, 1893년 1월 27일 ~ 1961년 12월 25일) 일본의 경제학자・식민정책 학자로  일본 아카데미의 회원이었다. 도쿄의 제일고등학교 재학 중 니토베 이나조, 우치무라 간조를 만나 기독교에 입문했다. 우치무라 간조와 함께 일본의 무교회파 기독교 지도자로도 알려져 있다. 성경의 여러 책을 주석하였다. 한국의 김교신에게 큰 영향을끼쳤다. 구약성서의 예언자 이사야를 가지고 1937년 중일전쟁을 비판하여 도쿄대학 교수를 사직하였으나, 전후에 1951년부터 1957년까지 도쿄 대학의 총장을 역임하였다. 1966년 중앙공론(中央公論)사가 창립 80주년을 기념해 선정한 ‘근대 일본의 대지식인 10인의 한 사람으로 꼽혔다.

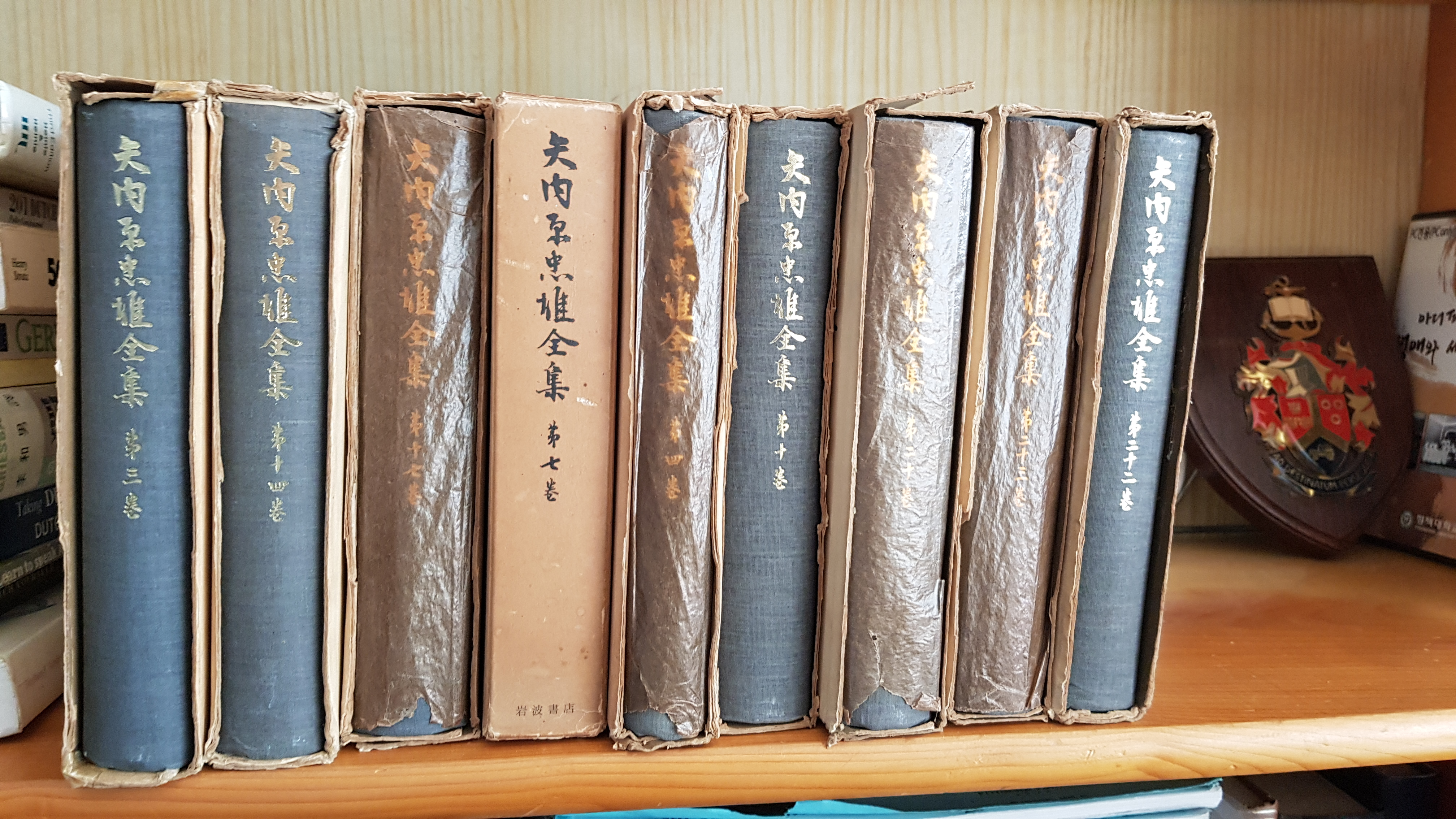
야나이하라 다다오 전집

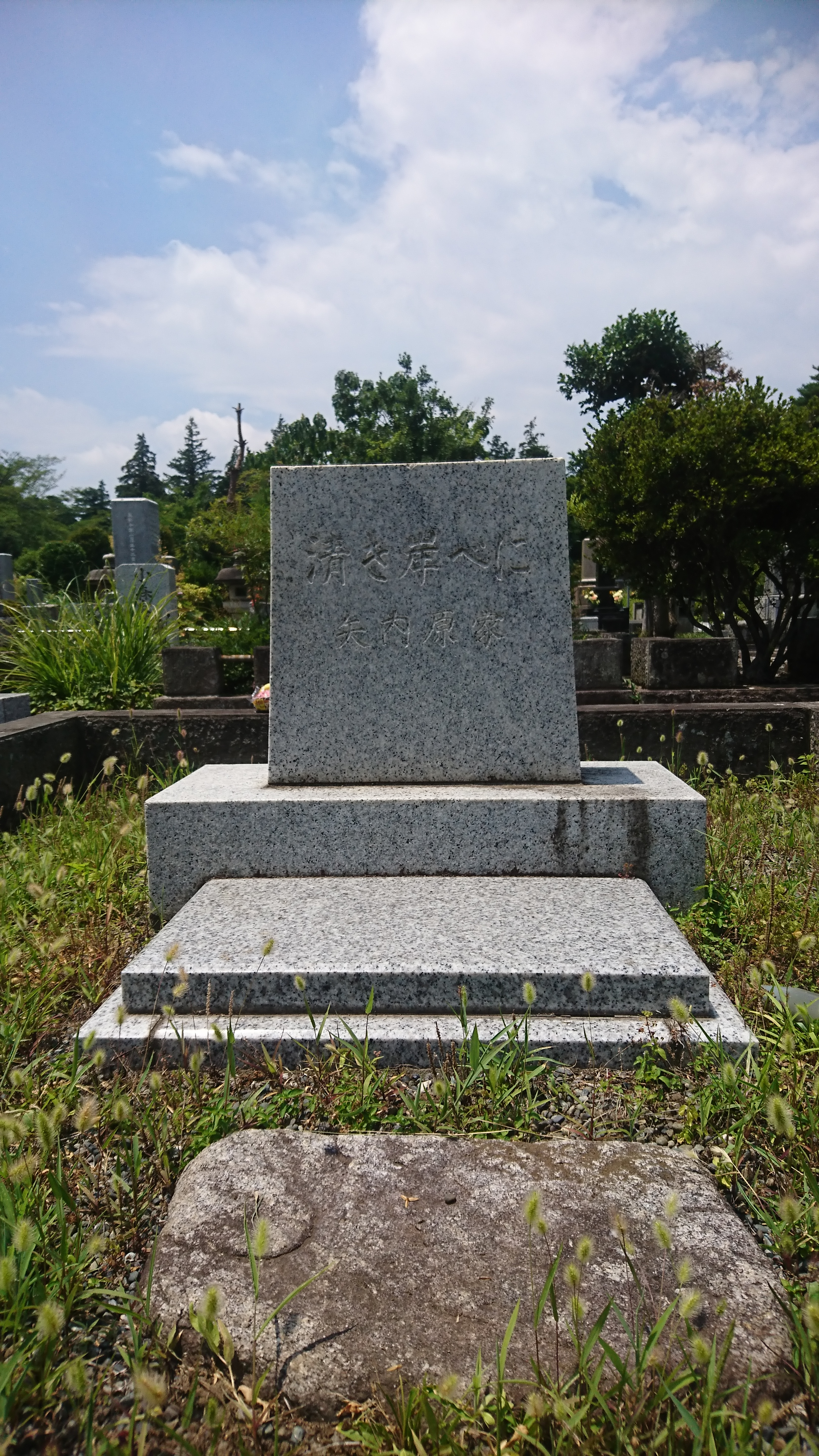
야나이하라 다다오 묘지

## 著作・講演集
- 『ヒューマニズムとニヒリズム』 （講演）、早稲田大学基督教青年会主催、1948年
- 『米国視察談』 （講演）、早稲田大学主催、1950年
- 『矢内原忠雄全集』全29巻（岩波書店、1963-64年）
- 『嘉信』 第1-7巻、みすず書房、1967年
- 『聖書講義』 第1-8巻、岩波書店、1978年
- 『基督者の信仰』 第1-8巻、岩波書店、1982年
- 『信仰と学問――未発表講演集』 新地書房、1982年
- 『矢内原忠雄』 日本平和論大系第10巻、日本図書センター、1993年
- 『土曜学校講義』 第1-10巻、みすず書房、1998年
- 『矢内原忠雄』 日本の説教第11巻、日本キリスト教団出版局、2004年

## 같이 보기
- 니토베 이나조
- 우치무라 간조
- 김교신